# Juan Antonio Rodríguez
Juan Antonio Rodríguez Villamuela (ur. 1 kwietnia 1982 w Maladze) – hiszpański piłkarz grający na pozycji defensywnego pomocnika.

## Kariera klubowa
Pochodzi z Malagi. Jest wychowankiem tamtejszego klubu Málaga CF. W 2000 roku zaczął występować w rezerwach tego zespołu, a w 2003 roku wywalczył z nim awans z Segunda División B do Segunda División. W sezonie 2003/2004 nadal występował w drużynie B, ale 28 września zadebiutował w zespole A w Primera División, w wygranym 2:1 wyjazdowym spotkaniu z Espanyolem Barcelona. Od początku sezonu 2004/2005 był podstawowym zawodnikiem Málagi, jednak w 2006 roku spadł z nią do Segunda División i po zakończeniu sezonu 2005/2006 odszedł z zespołu.
Latem 2006 nowym klubem Rodrígueza zostało Deportivo La Coruña, do którego Hiszpan trafił na zasadzie wolnego transferu. W barwach Deportivo swoje pierwsze spotkanie rozegrał 27 sierpnia 2006 przeciwko Realowi Saragossa. Tamten mecz „Depor” wygrało 3:2 na Estadio Municipal de Riazor w La Coruñi. W Deportivo stał się członkiem wyjściowej jedenastki, a w 2008 roku wygrał z nim Puchar Intertoto, dzięki czemu awansował z Deportivo do fazy grupowej Pucharu UEFA. W 2011 roku spadł z Deportivo do Segunda División.
Latem 2011 Rodríguez przeszedł do Getafe CF.
| Sezon   | Klub                | Kraj      | Rozgrywki        | Mecze | Bramki |
| ------- | ------------------- | --------- | ---------------- | ----- | ------ |
| 2003/04 | Málaga CF B         | Hiszpania | Segunda División | 12    | 2      |
| 2003/04 | Málaga CF           | Hiszpania | Primera División | 2     | 0      |
| 2004/05 | Málaga CF           | Hiszpania | Primera División | 27    | 5      |
| 2005/06 | Málaga CF           | Hiszpania | Primera División | 29    | 1      |
| 2006/07 | Deportivo La Coruña | Hiszpania | Primera División | 31    | 4      |
| 2007/08 | Deportivo La Coruña | Hiszpania | Primera División | 26    | 1      |
| 2008/09 | Deportivo La Coruña | Hiszpania | Primera División | 37    | 2      |
| 2009/10 | Deportivo La Coruña | Hiszpania | Primera División | 35    | 3      |
| 2010/11 | Deportivo La Coruña | Hiszpania | Primera División | 32    | 1      |
| 2011/12 | Getafe CF           | Hiszpania | Primera División | 17    | 0      |
| 2012/13 | Getafe CF           | Hiszpania | Primera División | 9     | 2      |
| 2013/14 | Getafe CF           | Hiszpania | Primera División | 15    | 0      |
| 2014/15 | Getafe CF           | Hiszpania | Primera División | 34    | 1      |
| 2015/16 | Getafe CF           | Hiszpania | Primera División | 32    | 0      |
| 2016/17 | RCD Mallorca        | Hiszpania | Segunda División | 19    | 1      |